# 潘岳 (洪武進士)
潘岳，又名潘宗岳，浙江新昌人，明朝初期政治人物、進士出身。

## 生平
洪武十八年，登進士，授宝庆府推官。